# Crocotania
Crocotania là một chi bướm đêm thuộc phân họ Tortricinae của họ Tortricidae.

## Các loài
- Crocotania crocota Razowski & Becker, 2003